# Alexandre Mejirov
Alexandre Petrovitch Mejirov (en russe : Алекса́ндр Петро́вич Ме́жиров, né le 16 septembre 1923 à Moscou, mort le 22 mai 2009 à New York), est un poète soviétique et russe, ainsi qu'un traducteur et un critique. Membre de l'Union des écrivains soviétiques depuis 1946.
Mejirov faisait partie de ce qu'on a appelé la « génération intermédiaire » des poètes soviétiques, qui ignorèrent les thèmes de la « révolution mondiale » communiste et préférèrent se concentrer sur le patriotisme soviétique et russe. Beaucoup d'entre eux se spécialisèrent dans des paroles patriotiques, en particulier sur leurs aspects militaires,. Selon G. S. Smith, Mejirov et de nombreux autres poètes de la « génération intermédiaire » étaient « des poètes authentiques dont le témoignage, bien qu'édulcoré, sur les vicissitudes de leur époque, perdurera au moins aussi longtemps que leur génération. »

## Biographie
Alexandre Mejirov naît à Moscou de parents juifs instruits. Son père, Piotr Izraïlevitch Mejirov (1888-1958), est avocat (ou économiste, selon les sources) ; sa mère, Elizaveta Semionovna (1888-1969) est professeur d'allemand ; l'un de ses grands-pères était rabbin. Appelé sous les drapeaux comme simple soldat en juillet 1941, il participe à la Seconde Guerre mondiale sur le Front occidental, puis sur le front de Léningrad. En 1943, il adhère au Parti communiste. Une sérieuse blessure entraîne sa démobilisation en 1944, alors qu'il est lieutenant. Après la guerre il rejoint l'Institut littéraire Maxime-Gorki, dont il est diplômé en 1948.
Il traduit des poètes géorgiens, comme Irakli Abachidze ou Simon Tchikovani, et lituaniens (Justinas Marcinkevičius). « Mejirov », écrit l'anthologiste Maxim Shrayer, « est un traducteur virtuose, spécialement reconnu pour ses traductions de la poésie géorgienne et lituanienne ». En 1944, il épouse Elena Iachtchenko. Leur fille Zoïa Velikhova, née en 1949, deviendra écrivain.
Mejirov devient un personnage de premier plan de la littérature soviétique officielle, même si ses fidélités et ses fréquentations varient. À certains moments il est proche de Boris Iampolsky, un autre Juif russe, de l'écrivain kazakh Oljas Suleimenov (en), et du critique russe ultranationaliste Vadim Kojinov. Il fréquente les jeunes écrivains Evgueni Evtouchenko, Tatiana Glouchkova (connue pour ses points de vue nationalistes au cours des années 1980, selon Shrayer) et Evgueni Reïn, censuré en Union soviétique jusque vers le milieu des années 1980.
Bien que Mejirov ait déclaré publiquement que son patriotisme russe était si intense que, contrairement à d'autres Juifs russes, il ne pouvait émigrer, il quitta brusquement la Russie pour les États-Unis en 1992 : il s'établit d'abord à New York, puis à Portland dans l'Oregon. Jusqu'en 2007, selon Shrayer, il n'était pas retourné en Russie. En mars 2009, Mejirov publie un recueil de poèmes nouveaux, deux mois avant sa mort. Son corps devait être incinéré aux États-Unis, et ses cendres inhumées à Peredelkino près de Moscou.
À une certaine époque, le poète fut un joueur de billard passionné, amis de joueurs professionnels. Il excellait également dans d'autres jeux.

## Accueil de la critique
Selon Shrayer, Mejirov possède un don particulier pour absorber les voix de ses contemporains et prédécesseurs des années 1900-1930. Il note les influences 
sur son écriture d'Edouard Bagritski, Erich Maria Remarque, Anna Akhmatova, Alexandre Blok, Vladislav Khodassevitch, Mikhaïl Kouzmine, Vladimir Lougovskoï, David Samoïlov et Arseni Tarkovski (le père du cinéaste Andreï Tarkovski).
Le slavisant Wolfgang Kasack écrit de lui :

« Sans tomber dans une didactique ouverte, mais sans renoncer non plus à rechercher le sens de l'existence, Mejirov observe et transmet les formes extérieures du quotidien. Il considère son environnement et lui-même avec une certaine distance, ressentant intérieurement les souffrances et les injustices de la vie, mais sans se laisser aller au déni. Le langage poétique de Mejirov se caractérise par une syntaxe concentrée et par la limpidité, il s'est libéré de certains stéréotypes et est parvenu à des formes nouvelles, sans tomber dans l'extravagance. »

## Distinctions
- Médaille pour la Défense de Léningrad
- Médaille pour la Défense de Moscou
- Ordre du Drapeau rouge du Travail : 1983
- Ordre de la Guerre patriotique : 1985
- Prix d'État de l'URSS : 1986

## Œuvres
- 1947 : La Route est lointaine (Дорога далеко), Éd. Pavel Antokolksy, Moscou
- 1948 : Communistes, en avant ! (Kommunisty, vpered!), (poème repris dans son second recueil, Nouvelles Rencontres, et dans de nombreux volumes et anthologies)
- 1949 : Nouvelles Rencontres (Новые встречи), incluant Communistes, en avant !
- 1950 : Communistes, en avant ! (Коммунисты, вперёд!), rééd. 1952
- 1955 : Retour (Возвращение)
- 1961 : Pare-brise (Ветровое стекло)
- 1964 : Adieu à la neige Прощание со снегом()
- 1965 : La Glace du Lac Ladoga (Ладожский лёд)
- 1967 : Le Fer à Cheval (Подкова)
- 1968 : Ruelle du Cygne (Лебяжий переулок)
- 1976 : Sous le vieux ciel (Под старым небом)
- 1977 : Esquisses de choses (Очертания вещей)
- 1981 : Œuvres choisies, deux volumes
- 1982 : Prose en vers (Проза в стихах) (Prix d’État de l'URSS 1986)
- 1984 : Mille petits riens (Тысяча мелочей)
- 1989 : Bormotoukha (Бормотуха)[7]
- 1989 : Poèmes (Стихотворения)
- 1991 : Morceaux choisis (Избранное)
- 1997 : Vent rasant (Позёмка)
- 1997 : Apologie du Cirque (Apologiia tsirka: kniga novykh stikhov) ; inclut une version de Blizzard, Saint-Petersbourg
- 2006 : L'artillerie tire sur ses propres troupes, (Артиллерия бьёт по своим), choix de poèmes récents, Moscou, Éd. Zebra E